# Hertha Vogel-Voll
Hertha Vogel-Voll (* 15. Oktober 1898 in Bad Kissingen; † 13. Juli 1975 in Dresden) war eine Theater- und Buchautorin.

## Kindheit
Hertha Romana Voll wurde als Tochter einer Malerin und eines Bildhauers in Bad Kissingen geboren.
Als ihr Vater – Roman Voll – an Tuberkulose starb, gab die Mutter die drei älteren ihrer fünf Kinder in katholisch-klösterliche Waisenhäuser. Hertha war damals kaum zwei Jahre alt.
Die folgenden sechs Jahre waren bestimmt durch die besonders strenge Erziehung im Kloster. Die dort erfahrenen psychischen und physischen Misshandlungen, die durchlebten Entbehrungen und Ängste prägten sie lebenslang.
Mit acht Jahren kehrte Hertha Voll zu ihrer Mutter nach Altötting zurück. Nach erneuter Heirat der Mutter zog die Familie in die Nähe von Dresden. Der Stiefvater bestimmte als künftigen Beruf für Hertha Lehrerin. Sie erhielt einen Freiplatz als Zögling der Erziehungsanstalt der Dominikanerinnen im Kloster Wettenhausen. Anfangs durch die vorangegangenen Erfahrungen mit klösterlicher Erziehung und die erneute Trennung von der Mutter stark verängstigt und schwerkrank, eröffnete sich später hier für sie eine neue Welt. Unter der Obhut feinsinniger Nonnen erhielt sie eine vielseitige musische Ausbildung, die ebenso wie der tief verinnerlichte christliche Glauben bestimmend für ihr künftiges Werk wurden.
Mit 15 Jahren verließ Hertha Voll die Klosterschule und besuchte ab 1913 die Handelsschule in Dresden. In diesem Jahr erhielt das Mädchen, das bis dahin nur Heiligen-Legenden kannte, sein erstes Märchenbuch zu Weihnachten.

## Frühe Karriere
Nach dem Ersten Weltkrieg begann Hertha Voll neben ihrer beruflichen Tätigkeit mit dem Schreiben von Geschichten: kurze Erzählungen und Märchen. Diese Werke zeichneten sich durch die phantasievolle Schaffung neuer Figuren, Warmherzigkeit und tiefen Glauben ohne die Bindung an kirchliche Institutionen aus. Einige der Arbeiten, unter anderem Das Märchen wurden in Zeitschriften veröffentlicht.
1926 wirkte Hertha Voll unter anderem am Aufbau großer Ausstellungen mit. Im Rahmen dieser Tätigkeit lernte sie den Arzt Dr. Martin Vogel vom Deutschen Hygiene-Museum Dresden kennen. Sie heirateten im selben Jahr und ein Jahr später kam in ihrem Heim in Hellerau bei Dresden ein Wunschkind Annemarie zur Welt.
1933 schied Martin Vogel, nun Professor, als wissenschaftlicher Direktor aus dem Hygiene-Museum aus, ließ sich als Arzt in Dresden nieder und begründete ab 1937 ein Forschungsinstitut für Ernährung. Neben der Unterstützung ihres Mannes arbeitete Hertha weiter an ihren Erzählungen, darunter auch mehrere Vorstufen ihres Hauptwerkes Die Silberne Brücke.

## Erfolg und Vergessenheit
Den Zweiten Weltkrieg überstand die Familie, bei der Zerstörung Dresdens wurde jedoch Martin Vogels Institut vernichtet. Er baute sich zu Hause eine neue Praxis auf, doch im November 1947 erlitt er einen tödlichen Motorradunfall – am Tage der Immatrikulation seiner Tochter. Hertha drohte an seinem Tod und dem erneuten Wegfall der Existenzgrundlage zu zerbrechen.
Der plötzliche Erfolg stellte sich 1948 ein, als ihr Theaterstück Verwunschen, verzaubert in Dresden und später in mehreren Städten Deutschlands erfolgreich aufgeführt wurde. In einer Dresdner Aufführung spielte der junge Rolf Ludwig in einem seiner ersten festen Engagements den Märchenteufel.
Durch den Erfolg bestätigt, veröffentlichte Hertha Vogel-Voll 1949 die bereits seit 1937 vorliegende Prosa-Überarbeitung des Stückes als Die Silberne Brücke. 1956 folgte die Märchen- und Kurzgeschichtensammlung Das blaue Wunder. Beide Bücher waren große Erfolge mit Gesamtauflagen von geschätzten 150.000 Exemplaren und avancierten in den folgenden Jahren zu Kultbüchern.
Ende der 1950er Jahre schrieb sie das Auftragswerk … und dann das goldene Lachen, ein Einakter für den Frieden, der erfolgreich in Dresden aufgeführt wurde. Nach nur wenigen Wochen wurde die Theaterleitung zur Absetzung des Stückes angewiesen. Die Autorin erhielt dafür nie eine Erklärung und wurde seitdem in der Literatur- und Kulturlandschaft der DDR „totgeschwiegen“. Es wurden für ihre Werke keine weiteren Druckgenehmigungen mehr erteilt.
Zwar arbeitete sie intensiv weiter – u. a. an einem Roman und der phantastischen Erzählung Das Licht auf dem vergessenen Stern – aber es kam zu keinen weiteren Veröffentlichungen alter oder neuer Werke zu ihren Lebzeiten.
Hertha Vogel-Voll verstarb 1975 in Dresden. Sie erlag einem Magenleiden, das sie seit Kindheitstagen belastete.

## Veröffentlichungen zu Lebzeiten
Werke vor 1945 (Auswahl)
- Das Märchen, 1932
- Warum die Birke einen weißen Stamm hat
- Wie das Hanskasperle in den Himmel kam
- Verwunschen, verzaubert. Theatermanuskript, S. Fischer, 1937

Werke nach 1945
- Verwunschen, verzaubert als Theateraufführung
- Die Silberne Brücke, L. Ehlermann, Dresden 1949/50
- Die Silberne Brücke, Peter-Paul-Verlag, Feldberg 1951/52
- Das blaue Wunder, Altberliner Verlag Lucie Groszer, 1956/58
- … und dann das goldene Lachen, Theaterstück

## Veröffentlichungen nach ihrem Tod
- Die Silberne Brücke als Sonderausgabe mit einem Vorwort von Peter Sodann, 2004 Maechler-Verlag Altenfeld, ISBN 3-9809174-0-1
- Die Silberne Brücke als Hörbuch auf 4 CDs, gelesen von Volker Lechtenbrink, 2004 Maechler-Verlag Altenfeld, ISBN 3-9809174-4-4
- Das blaue Wunder mit einem Vorwort von Karlheinz Böhm (enthält auch Die Silberne Brücke), 2005 Maechler-Verlag Altenfeld, ISBN 3-9809174-2-8